# Nirvana (Britse band)
Nirvana is een Engelse progressieve-rockband die actief was van 1967 tot 1972. De leden kwamen weer bijeen in 1985 en toeren ook tegenwoordig nog sporadisch.
De groep bestaat uit twee muzikanten, Alex Spyropoulos (geboren in Griekenland) en Patrick Campbell-Lyons (geboren in Ierland), die elkaar ontmoetten in Londen. Ze waren verantwoordelijk voor een aantal singles, waarvan Rainbow Chaser (juni 1968), Pentecost Hotel en Tiny Goddess het bekendst geworden zijn.

## Geschiedenis
In oktober 1967 bracht de band zijn eerste album uit - een conceptalbum getiteld The Story of Simon Simopath. Het is een van de eerste verhalende conceptalbum ooit uitgebracht; het was nog vroeger dan vergelijkbare albums als dat van The Pretty Things' S.F. Sorrow (december 1968), The Who's Tommy (april 1969) en The Kinks' Arthur (september 1969). Pet Sounds van The Beach Boys uit 1966 staat bekend als het allereerste conceptalbum; Sgt. Pepper's Lonely Hearts Club Band (1967) van The Beatles is een andere bekende uit die tijd.
Muzikaal gezien was de groep een mix van muzikale stijlen als rock, pop, folk, jazz, latin-ritmes en klassieke muziek, en dit nog uitgebreid met barokke arrangementen in kamermuziek-stijl.
In 1968 bracht Nirvana zijn tweede album uit, All of Us. Het derde, To Markos III, kwam uit op het Pye-label in 1969.
In 1971 ging uit duo als vrienden uiteen, waarbij Campbell-Lyons de meeste bijdrage leverde aan de volgende twee Nirvana-albums, Local Anaesthetic 1971 en Songs Of Love And Praise 1972. Campbell-Lyons werkte vervolgens als solo-artiest en bracht nog andere albums uit: Me And My Friend 1973, Electric Plough 1981, en The Hero I Might Have Been 1983. Commercieel gezien waren deze geen succes.
De band kwam weer bijeen in 1985, toerde door Europa en bracht het compilatiealbum Black Flower 1987 met wat nieuwe tracks uit. In de jaren negentig kwamen nog twee albums uit,  de verzamelaar van demo's en rarities Secret Theatre 1994 en Orange And Blue 1996 met nog meer eerder onuitgebracht materiaal, inclusief een cover van de song "Lithium", die eigenlijk door de veel bekendere Amerikaanse grungeband Nirvana was geschreven. De beide bands hadden ook een rechtszaak over de naam gevoerd, die werd geschikt; van de uitkomst is niet meer bekend dan dat beide bands dezelfde naam zijn blijven voeren.
In 1999 bracht Nirvana een anthologie getiteld "Chemistry" uit op drie cd's.
De eerste drie albums van Nirvana werden opnieuw uitgebracht op cd door Universal in 2003.

## Discografie
Studioalbums
- The Story of Simon Simopath, 1967
- The Existence of Chance Is Everything and Nothing Whilst the Greatest Achievement Is the Living of Life and So Say All of Us, 1968
- Dedicated to Markos III, 1970
- Local Anaesthetic, 1971
- Songs of Love and Praise, 1972
- Me And My Friend, 1974 (de uitgave op cd werd als een album van Nirvana verkocht)
- Orange and Blue, 1996